# Boris Kollár
Boris Kollár (Pozsony, 1965. augusztus 14. –) szlovák politikus, üzletember, a Család Vagyunk nevű párt elnöke, a szlovák parlament (Národná rada Slovenskej republiky) elnöke.

## Tanulmányai, üzleti pályafutása
Nehéz családi körülmények között nőtt fel, édesanyja egyedül nevelte. A pozsonyi Alexander Markuš Gimnáziumban érettségizett.
Pályafutását vállalkozóként kezdte, és már az 1989-es bársonyos forradalom előtt, saját szavait ídézve, számítógépes üzletet folytatott. Az 1990-es években részvénytársaságot alapított, amely elsősorban síszállodák és sífelvonók üzemeltetésével foglalkozott, főként a Magas Tátrában. 1999 óta a Fun rádió tulajdonosa, és több társaságban van részvényrészesedése. Több ingatlannal is rendelkezik, köztük egy villával Miamiban, az Egyesült Államokban, ahol rövid ideig élt is.
2010 és 2015 között Szakolcán (Skalica) elvégezett egy magánegyetemet, a Stredoeurópska vysoká školát (Közép-Európai Egyetem).

## Politikai pályafutása
2010-ben lépett a politikába az Únia - strana pre Slovensko párttal (Unió - Párt Szlovákiáért), amely azonban nem tudott bekerülni a parlamentbe, akkor, a 2010-es választásokon, 0,7 százalékot értek el.
Minthogy a politikai tevékenysége mellett változatlanul üzletemberként is tevékenykedett, ezért sokan megvádolták már akkoriban avval, hogy kapcsolatban áll a szlovák maffiával. Kollár tagadta a vádakat.
2015 novemberében megalapította a Család Vagyunk elnevezésű pártot. Maga a párt konzervatív, bevándorlásellenes és euroszkeptikus. A párt a 2016-os szlovákiai parlamenti választáson 6,6 százalékot kapott, és 11 mandátumot szerzett a 150 fős szlovák parlamentben, amellyel az ellenzék padsoraiban foglalhatott helyet.
A 2020-as szlovákiai parlamenti választáson pártja a szavazatok 8,2 százalékának elnyerésével, 17 mandátum megszerzésével a harmadik helyen végzett. Kollárt 2020. március 20-án Andrej Danko utódjaként parlamenti elnöknek választották.
2020 júniusában egyetemi disszertációjában elkövetett plágiummal vádolták meg, de Kollár ragaszkodott hozzá, hogy bár lehet, hogy kicsit  "lustálkodott", de a mesterképzés elvégzésének jogszerűségéhez nem férhet kétség, és semmiért sem kell bocsánatot kérnie.  2020. július 7-én a parlamentben megnyerte az önmaga ellen indított bizalmatlansági szavazást.

## Magánélete
Nőtlen, hazájában nagy "Don Juanként" tartják számon, számos ismert partnere volt már, köztük a cseh színésznő, Kateřina Brožová, a szlovák műsorvezetők, Zuzana Belohorcová és Stanka Pavlová, valamint Karin Haydu színésznő és Miroslava Fabušová, a Miss Universe Slovakia döntőse.
Tizenegy gyermek édesapja.
Kollár azon partnerei, akiktől legalább egy gyermeke van, valamint a gyermekek nevei:
- Stanka Horňáková - Alexandra lánya
- Ivana Barnová - Natália lánya
- Petra Krištúfková - Ester lánya
- Andrea Heringhová - Sara Zoe lánya, Boris fia
- Martina Sabbatini Štofaníková - Šimon Heliodor fia
- Barbora Richterová - Artur fia
- Monika Ostrihoňová - Sára lánya
- Paula Simoes - Christian Alexander fia
- Barbora Balúchová - Alexander Ján fia
- Miroslava Martišková Jakubisová - Markus fia (2020. május 7. –)[9]

## Fordítás
Ez a szócikk részben vagy egészben  a   Boris Kollár című német Wikipédia-szócikk ezen változatának fordításán alapul.  Az eredeti cikk szerkesztőit annak laptörténete sorolja fel. Ez a jelzés csupán a megfogalmazás eredetét és a szerzői jogokat jelzi, nem szolgál a cikkben szereplő információk forrásmegjelöléseként.